# Ragnar Ericzon
–
Ragnar Ericzon (ur. 5 czerwca 1926 w Vikmanshyttan, zm. 5 marca 2010 w Örebro) – szwedzki lekkoatleta, który specjalizował się w rzucie oszczepem.
W 1952 roku startował w igrzyskach olimpijskich, gdzie z wynikiem 69,04 zajął 7. miejsce. Brązowy medalista mistrzostw Europy (1950). Rekord życiowy: 73,93.